# ハヤテのごとく! オリジナルサウンドトラック
『ハヤテのごとく! オリジナルサウンドトラック』は、テレビアニメ『ハヤテのごとく!』のサウンドトラック。2007年6月22日から2009年7月29日までジェネオン エンタテインメント、ジェネオン・ユニバーサルから発売された。

## 第1期

### Vol.1

#### 概要
ディスクジャケットには、三千院ナギが描かれている。音楽は、中川幸太郎が担当している。

#### 収録曲
1. 颯爽
2. 気儘
3. サブタイトル
4. 壮麗
5. 活劇
6. 煩悶
7. 奮激
8. 楚々
9. 悠々
10. 平穏
11. 華奢
12. アイキャッチ い
13. 古雅
14. 浪花
15. アイキャッチ ろ
16. 決死
17. 暢気
18. 慈愛
19. 温柔
20. 逼迫
21. 嬉々
22. 消沈
23. 茶目
24. 悪計
25. 意表
26. 危局
27. 登場
28. 決意
29. 静淑
30. 長閑
31. 提供パック

### Vol.2

#### 概要
- CDジャケットには、桂ヒナギクが描かれている。
- 音楽は、中川幸太郎が担当している。

#### 収録曲
1. 穏和
2. 剽軽
3. サブタイトル ろ
4. 狼狽
5. 熱情
6. 諧謔
7. 固守
8. 尽力
9. 胡乱
10. 躍動
11. 沮喪
12. アイキャッチ は
13. 灼熱
14. 放埓
15. 果敢
16. 遊歩
17. 抑圧
18. 虚脱
19. 困憊
20. 踏破
21. 滑稽
22. 懊悩
23. 疑念
24. アイキャッチ に
25. 道化
26. 発動
27. 怪訝
28. 温雅
29. 危惧
30. 閉塞
31. 嘆息
32. 笑止
33. 安堵
34. 静穏
35. 対峙
36. 悠然
37. 模糊
38. 自失
39. 気丈
40. 安閑

## 第2期

### 概要
- CDジャケットには、綾崎ハヤテ、三千院ナギが描かれている。
- 音楽は、中川幸太郎が担当している。

### 収録曲
1. 快濶
2. 謳歌
3. 揚々
4. 決然
5. サブタイトル は
6. 珍妙
7. 無念
8. 迂闊
9. 躍起
10. 愛嬌
11. アイキャッチ ほ
12. 軒昴
13. 感懐
14. 難渋
15. 喧騒
16. 沈鬱
17. 懐抱
18. 懸念
19. アイキャッチ へ
20. 洒脱
21. 寂然
22. 稚気
23. 思慕
24. 追憶
25. 唖然
26. 逡巡
27. 戯言
28. 苦渋
29. 嫋嫋
30. 不覚
31. アイキャッチ と
32. 荘重
33. 焦慮
34. 安逸
35. 伊達
36. 鼓舞
37. 気楽
38. 弛緩
39. 膠着
40. 気概
41. アイキャッチ ち
42. 寂寥
43. 剥落
44. 悶々
45. 安寧
46. 聖夜